# Фес — Мекнес
Фес — Мекнес (араб. فاس - مكناس‎, бербер. ⴼⴻⵙ-ⵎⴻⴽⵏⴰⵙ / Fas-Meknas) — область в Марокко. Площадь — 47 705 км². Численность населения — 4 236 892 чел. (перепись 2014 года). Административный центр — город Фес.

## География
Область находится в центральной части Марокко. Граничит с областями Танжер — Тетуан — Эль-Хосейма на севере, Рабат — Сале — Кенитра на западе, Бени-Меллаль — Хенифра на юго-западе, Драа — Тафилальт на юге, Восточной областью на востоке.
Через область проходит горный хребет Средний Атлас; в Фес — Мекнесе находится самая популярная у туристов гора хребта, Джбель-Бу-Насер. Здесь находятся национальные парки Тазекка и Ифран.

## История
Область Фес — Мекнес была образована в ходе административной реформы в сентябре 2015 года, объединив в себе область Фес-Бульман, префектуру Мекнес, провинции Эль-Хаджеб и Ифран (область Мекнес-Тафилалет), провинции Таунат и Таза (область Таза-Эль-Хосейма-Таунат). Своё название область получила по городам Фес и Мекнес.

## Административное деление
- Префектура Фес
- Префектура Мекнес
- Провинция Бульман
- Провинция Ифран
- Провинция Мулай-Якуб
- Провинция Сефру
- Провинция Таунат
- Провинция Таза
- Провинция Эль-Хаджеб